# András Ozsvár
András Ozsvár (né le 19 février 1957) est un judoka hongrois. Il participe aux Jeux olympiques d'été de 1980 dans l'épreuve des toutes catégories de poids et il remporte la médaille de bronze.

## Palmarès

### Jeux olympiques
- Jeux olympiques de 1980 à Moscou,  Union soviétique
  -  Médaille de bronze